# 曼努埃拉·亨克尔
曼努埃拉·亨克尔（德語：Manuela Henkel，1974年12月4日—），德国女子越野滑雪运动员。她曾代表德国参加1998年、2002年和2006年冬季奥林匹克运动会越野滑雪比赛，获得一枚金牌。